# Disco (album)
Pour les articles homonymes, voir Disco (homonymie).
 (juillet 2013).
Si vous disposez d'ouvrages ou d'articles de référence ou si vous connaissez des sites web de qualité traitant du thème abordé ici, merci de compléter l'article en donnant les références utiles à sa vérifiabilité et en les liant à la section « Notes et références ».
Albums de Pet Shop Boys
Please
(24 mars 1986) Actually
(7 septembre 1987)
Disco est un album du groupe Pet Shop Boys sorti le 17 novembre 1986. Vendu à plus 1,5 million d'exemplaires[réf. nécessaire] il se compose de titres remixés extraits de leur premier opus Please et de face B.

## Titres
| No | Titre                                                                                        | Auteur                    | Durée |
| -- | -------------------------------------------------------------------------------------------- | ------------------------- | ----- |
| 1. | In the Night (Arthur Baker's Extended mix)                                                   | Neil Tennant / Chris Lowe | 6:28  |
| 2. | Suburbia (Julian Mendelssohn's Full Horror mix)                                              | Neil Tennant / Chris Lowe | 8:56  |
| 3. | Opportunities (Let's Make Lots of Money) (Ron Dean Miller and Latin Rascals' Version Latina) | Neil Tennant / Chris Lowe | 5:34  |
| 4. | Paninaro (Pet Shop Boys and David Jacob's Italian mix)                                       | Neil Tennant / Chris Lowe | 8:35  |
| 5. | Love Comes Quickly (Shep Pettibone's Mastermix)                                              | Neil Tennant / Chris Lowe | 7:38  |
| 6. | West End Girls (Shep Pettibone's Disco mix)                                                  | Neil Tennant / Chris Lowe | 9:03  |